# Загальская Слобода (Хойникский район)
Загальская Слобода (бел. Загальская Слабада) — деревня в Судковском сельсовете Хойникского района Гомельской области Республики Беларусь.
Рядом расположены месторождения железных руд и торфа.

## География

### Расположение
В 12 км на запад от районного центра и железнодорожной станции Хойники (на ветке Василевичи — Хойники от линии Калинковичи-Гомель), в 115 км от Гомеля.

### Гидрография
На востоке, севере и западе мелиоративные каналы, соединённые с рекой Вить (приток реки Припять).

## Транспортная сеть
Транспортные связи по просёлочной, а затем автодороге Хойники — Мозырь. Планировка состоит из короткой прямолинейной улицы, ориентированной с юго-запада на северо-восток. Застройка двусторонняя, деревянная, усадебного типа.

## История
Согласно письменным источникам известна с XIX века как селение в Хойникской волости Речицкого уезда Минской губернии. В 1850 году собственность казны. В 1879 году обозначена в числе селений Загальского церковного прихода.
В 1931 году жители вступили в колхоз. 14 жителей погибли на фронтах Великой Отечественной войны. Согласно переписи 1959 года в составе совхоза «Хойники» (центр — деревня Козелужье).
До 31 декабря 2009 года в составе Козелужского сельсовета. До 31 декабря 2009 года в Дворищанском сельсовете, который переименован в Судковский.

## Население

### Численность
- 2021 год — 1 житель, 1 хозяйство

### Динамика
- 1850 год — 35 жителей, 5 дворов
- 1897 год — 135 жителей, 23 двора (согласно переписи)
- 1908 год — 165 жителей
- 1930 год — 27 дворов
- 1959 год — 168 жителей (согласно переписи)
- 2004 год — 9 жителей, 7 хозяйств
- 2021 год — 1 житель, 1 хозяйство